# Басуальдо, Блас
Блас Басуальдо (исп. Blas Basualdo; ок. 1790, Вице-королевство Рио-де-ла-Плата — 10 июня 1815, Монтевидео) — аргентинский военный, офицер армии Федеральной лиги каудильо Хосе Артигаса, сделавший карьеру в провинциях Корриентес и Энтре-Риос.

## Биография
Неясно, где он родился, поскольку разные авторы указывают, что он родился в Мисьонесе, в Энтре-Риос (вероятно, он был представителем этнической группы чана) или в Сантьяго-дель-Эстеро. Учитывая его происхождение и грамотность, вполне вероятно, что он был индейцем-гуарани из Мисьонеса.
Свою государственную карьеру Блас Басуальдо начал около 1811 года, когда принял командование отрядом из двухсот человек в кампаниях, кульминацией которых стали битва при Лас-Пьедрас и осада Монтевидео. Он фактически контролировал регион к северу от реки Негро и сопровождал Артигаса в Аюи после перемирия 1811 года. Он был главой вспомогательных сил Артигаса в восточной части Корриентеса, когда после португальских набегов в этом районе небольшие местные каудильо поддержали оппозицию Артигаса портеньос. Он собрал большие отряды гаучо и индейцев Корриентеса, с которыми отражал нападения португальцев, а также правительств Корриентеса, которые были врагами Артигаса. Несмотря на невысокий рост, его лидерские качества делали эту черту характера еще более заметной.
Он также участвовал во второй осаде Монтевидео, пока не оставил его вслед за Артигасом в конце 1813 года. К середине 1813 года он занял город Курусу-Куатия, откуда контролировал всю южную часть провинции Корриентес. В марте 1814 года он поддержал революцию Хуана Баутисты Мендеса, который взял Корриентес под контроль федералистов и победил губернатора Мисьонеса Бернардо Переса Планеса в Ла-Крусе. Компания двинулась дальше на юг, начав свою деятельность в северной части Энтре-Риос.
В конце 1814 года он потерпел поражение от полковника Эусебио Вальденегро в двух небольших сражениях, при Поспосе и при Йеруа, но это лишь заставило его вернуться в Корриентес. Там он напал на Хенаро Перугоррию — бывшего посланника Артигаса, который позже восстал против него, — и разбил его при Бателе в середине декабря. Он отправил его в лагерь Артигаса, где его расстреляли.
В первые дни 1815 года он вошел в город Корриентес, отпраздновал свой триумф, никого не беспокоил и отправился в Курусу-Куатия. Фактически, некоторое время он управлял Корриентесом и Энтре-Риосом — по крайней мере, северной частью провинции, поскольку на юге доминировал Эусебио Эренью. Он приказал выслать всех испанцев и реорганизовал военные силы во внутренних районах провинции. С этого периода берет начало власть военных командиров внутренних районов Корриентеса, откуда произошли почти все губернаторы, за исключением Педро Ферре, до 1852 года. Он двинулся на Энтре-Риос, чтобы снова столкнуться с Вальденегро, но отступил в Буэнос-Айрес, не потерпев военного поражения, а потерпев поражение из-за дезертирства в своих войсках.
Он занял Консепсьон-дель-Уругвай и взял на себя военное командование побережьем реки Уругвай. Он был депутатом от Энтре-Риос в Восточном конгрессе от провинций, входящих в орбиту Артигаса. Когда этому конгрессу не удалось политически организовать федеральные провинции, он, заболев, переехал в Монтевидео.
Блас Басуальдо скончался в Монтевидео 21 мая или, по мнению других авторов, 10 июня 1815 года. Его власть над Мисьонесом перешла к генералу из племени гуарани Андресу Гуакурари, а на побережье Уругвая — к будущему генералу Франсиско Рамиресу.